# 董家跳文化遗址
董家跳文化遗址，位于中国浙江省宁波市鄞州区姜山镇董家跳村董家跳自然村西南100米，为新石器时代遗址，属河姆渡文化时期，南北走向，平面大致呈圆角梯形，东西宽68-78米，东段南北长130米，西段南北长176米，占地面积12000平方米，遗址被东西向河道横断为南北两部，大部分埋藏于河南岸，遗址堆积共4层，遗存主要集中在第三层，堆积物主要以各类陶片、石器、稻壳为主，陶器主要有罐、豆、盆、鼎足等残件，石器主要有斧和犁，该遗址于1983年冬首次发现，2008年至2009年进行考古勘探，2010年9月公布为鄞州区文物保护单位:429。

## 周边
考古人员在董家跳文化遗址的隔河北岸发现一处宋代文化层遗址，堆积有宋代至近代陶瓷碎片、民用瓷器等众多遗物。2010年9月其被列为鄞州区文物保护点。